# Xiaomi Mi Play
Xioami Mi Play — бюджетний смартфон, розроблений компанією Xiaomi. Був представлений 24 грудня 2018 року. В Україні смартфон був представлений 25 березня 2019 року разом з Redmi Note 7, а поступив у продаж 10 квітня того ж року.

## Дизайн
Задня та передня панелі виконані зі скла, а рамка — з пластику. За дизайном Mi Play схожий на Redmi Note 7.
Знизу розміщені роз'єм microUSB і сітки мікрофона та динаміка, зверху — 3,5 мм аудіороз'єм та другий мікрофон, зліва — лоток зі слотами під 2 SIM-картки і карту пам'яті формату microSD до 256 ГБ, а справа — гойдалка регулювання гучності та кнопка блокування. Сканер відбитків пальців знаходиться на задній панелі.
Xiaomi Mi Play продавався в 3 кольорах: чорному, синьому та золотому.

## Технічні характеристики

### Апаратне забезпечення
Mi Play отримав систему на кристалі MediaTek MT6765 Helio P35 з графічним процесором PowerVR GE8320. Смартфон має 4 ГБ оперативна пам'яті та 64 ГБ пам'яті постійного зберігання.
Батарея отримала об'єм 3000 мА·год.
Дисплей IPS LCD, 5,84", Full HD+ (2280 × 1080) зі співвідношенням сторін 19:9 та щільністю пікселів 432 ppi. Це перший смартфон Xiaomi, що має краплеподібний виріз в екрані під фронтальну камеру.
Mi Play отримав основну подвійну камеру, що складається із основного об'єктива на 12 Мп з діафрагмою f/2.2 і фазовим автофокусом та сенсора глибини на 2 Мп. Фронтальна камера отримала роздільну здатність 8 Мп і діафрагму f/2.2. Основна та фронтальна камери вміють записувати відео з роздільною здатністю 1080p@30fps.

### Програмне забезпечення
Mi Play був випущений на MIUI 10 під управлінням Android 8.1 Oreo і пізніше був оновлений до MIUI 11.

## Ялинка зі смартфонів
Компанія Xiaomi зробила ялинку із 1005 смартфонів Xiaomi Mi Play. За цей рекорд Xiaomi були занесені до книги рекордів Гіннеса як найбільша анімована мозаїка з мобільних телефонів.